# Los Amates (Izabal)
Los Amates (por dos árboles de amate que había en la localidad) es un municipio del Departamento de Izabal, localizado a 92 km de la ciudad de Puerto Barrios y a 201 km de la Ciudad de Guatemala en la República de Guatemala. La cabecera municipal se ubica a 6 km del Centro Arqueológico de Quiriguá.
Tras la Independencia de Centroamérica en 1821, por lo inhóspito y retirado de la región, todo Izabal fue designado como un distrito dependiente del departamento de Verapaz, y como parte del circuito de Zacapa que pertenecía al Distrito N.º 4 (Chiquimula) para la impartición de justicia.
En abril de 1920, cuando el Partido Unionista derrocó al presidente Manuel Estrada Cabrera, la United Fruit Company -quien había recibido una generosas concesión territorial de parte del derrocado presidente en Izabal- estaba en una situación difícil, enfrentando una huelga sin el recurso de que el dictador guatemalteco la reprimiera por ella, ya que éste estaba luchando por su cuenta contra los unionistas.  Nuevos núcleos sindicales surgieron en las plantaciones bananeras de Morales y Los Amates, mientras que en Puerto Barrios el sindicato llegó a agrupar a más de doscientos cincuenta miembros. Como la huelga se reforzó y los Unionistas no ayudaban a la frutera en esta situación, la UFCO apoyó un golpe de Estado del general José María Orellana en 1921, quien rápidamente reprimió a los miembros de los sindicatos y retornó la tranquilidad a las operaciones bananeras de la frutera en Izabal.
La Franja Transversal del Norte fue creada oficialmente durante el gobierno del general Carlos Arana Osorio en 1970, mediante el Decreto 60-70 en el Congreso de la República, para el establecimiento de desarrollo agrario, y todo el departamento de Izabal era parte de ella.

## Toponimia
En su inicio como poblado este lugar fue denominado «Cielito Lindo» por los habitantes procedentes de San Agustín Acasaguastlán; sin embargo, por la existencia de dos árboles de amate en el sector por donde transitaba la mayoría de habitantes, la costumbre relegó al olvido el primer nombre dando lugar al de «Los Amates».

## Demografía
El municipio de Los Amates está localizado a 200 kilómetros de la Ciudad Capital y a 95 kilómetros de Puerto Barrios, cabecera departamental de Izabal. Latitud de 15 15 05” Longitud 88 05 44”. El municipio de cuenta con una población total de 57,000 habitantes y posee una extensión territorial de 1,615 km², se encuentra ubicado a 73 m s. n. m., su topografía es mixta, tiene grandes extensiones de terreno plano como parte del Valle del Río Motagua y cuenta también con terreno montañoso hacia la Sierra de Las Minas y hacia la frontera con la República de Honduras.

## División política
Los Amates cuenta con un pueblo la cabecera, con el Barrio El Pozón, nueve aldeas y ciento noventa caseríos. En cuanto a tenencia de tierra se conoce de la existencia de 11 fincas bananeras y 33 para uso agrícolas y ganadero, además parcelamientos agrarios.

## Geografía física
Entre sus accidentes geográficos se puede mencionar: Las montañas de Colombia y del Juco y las cordilleras del Merendón y Sierra de las Minas, 12 cerros, 25 ríos (entre los cuales sobres salen: Motagua, Morjá, Jubuco, y Managuá), 1 riachuelo y 42 quebradas. También goza de costa en el Lago de Izabal.

### Hidrografía: cuenca del río Motagua
El municipio de Los Amates está compuesto por dos cuencas hidrográficas en el recestimetro forestal, por la reserva de la biosfera Sierra de la Minas y la cordillera El Merendon como zona de vegetación que pertenece a la zona tropical y húmeda.

### Áreas Boscosas Cuenca del Lago de Izabal
Es un área de protección especial compuesta por la reserva de la biosfera de la sierra de las Minas, ubicada al noroeste de la cabecera municipal.

### Cuenca del Río Motagua
El principal río de Los Amates es el Motagua, el cual lo atraviesa de oeste a este; este río es navegable en canoas; la cuenca del río es un área extensa ubicada al suroeste y sureste de la cabecera municipal y cuenta con poca cubierta vegetal.
| Desembocadura en el Motagua                                   | Desembocadura en el Lago de Izabal                        |
| ------------------------------------------------------------- | --------------------------------------------------------- |
| Jubuco, Morjá, Chalja, Quiriguá, San Francisco, y Juan de Paz | Las Cañadas de Izabal, El Morro, Río Blanco y Boca Ancha. |

### Clima
El clima de Los Amates es bastante cálido y cuenta con suelos oumíferos, arcillosos, arenosos, volcánicos y calzos. Sus zonas de vida se describen como bosques Húmedos, Tropical Cálico, y Bosques muy Húmedo Tropical.
La cabecera municipal Los Amates tiene clima tropical (Köppen: Am) y una elevación de 78 m s. n. m.
| Parámetros climáticos promedio de Los Amates | Parámetros climáticos promedio de Los Amates | Parámetros climáticos promedio de Los Amates | Parámetros climáticos promedio de Los Amates | Parámetros climáticos promedio de Los Amates | Parámetros climáticos promedio de Los Amates | Parámetros climáticos promedio de Los Amates | Parámetros climáticos promedio de Los Amates | Parámetros climáticos promedio de Los Amates | Parámetros climáticos promedio de Los Amates | Parámetros climáticos promedio de Los Amates | Parámetros climáticos promedio de Los Amates | Parámetros climáticos promedio de Los Amates | Parámetros climáticos promedio de Los Amates |
| Mes                                          | Ene.                                         | Feb.                                         | Mar.                                         | Abr.                                         | May.                                         | Jun.                                         | Jul.                                         | Ago.                                         | Sep.                                         | Oct.                                         | Nov.                                         | Dic.                                         | Anual                                        |
| -------------------------------------------- | -------------------------------------------- | -------------------------------------------- | -------------------------------------------- | -------------------------------------------- | -------------------------------------------- | -------------------------------------------- | -------------------------------------------- | -------------------------------------------- | -------------------------------------------- | -------------------------------------------- | -------------------------------------------- | -------------------------------------------- | -------------------------------------------- |
| Temp. máx. media (°C)                        | 28.1                                         | 29.7                                         | 32.0                                         | 33.3                                         | 33.3                                         | 32.6                                         | 31.3                                         | 32.0                                         | 32.2                                         | 30.8                                         | 28.7                                         | 28.1                                         | 31                                           |
| Temp. media (°C)                             | 23.9                                         | 24.7                                         | 26.5                                         | 27.7                                         | 28.2                                         | 28.0                                         | 27.2                                         | 27.6                                         | 27.6                                         | 26.6                                         | 24.8                                         | 24.2                                         | 26.4                                         |
| Temp. mín. media (°C)                        | 19.8                                         | 19.7                                         | 21.1                                         | 22.1                                         | 23.2                                         | 23.4                                         | 23.2                                         | 23.2                                         | 23.1                                         | 22.4                                         | 21.0                                         | 20.3                                         | 21.9                                         |
| Precipitación total (mm)                     | 98                                           | 52                                           | 60                                           | 53                                           | 163                                          | 292                                          | 273                                          | 226                                          | 310                                          | 208                                          | 174                                          | 136                                          | 2045                                         |
| Fuente: Climate-Data.org                     |                                              |                                              |                                              |                                              |                                              |                                              |                                              |                                              |                                              |                                              |                                              |                                              |                                              |

### Ubicación geográfica
Las colindancias son:
- Norte: Lago de Izabal
- Este: Morales, municipio del departamento de Izabal y República de Honduras
- Sur: República de Honduras
- Sureste: República de Honduras
- Oeste: El Estor, municipio del departamento de Izabal y Gualán, municipio del departamento de Zacapa[9]

| | Norte: Lago de Izabal      |                                                                           |
| Oeste: El Estor, municipio del departamento de Izabal Gualán, municipio del departamento de Zacapa |                            | Este: Morales, municipio del departamento de Izabal República de Honduras |
| | Sur: República de Honduras | Sureste: República de Honduras                                            |

## Gobierno municipal
Los municipios se encuentran regulados en diversas leyes de la República, que establecen su forma de organización, lo relativo a la conformación de sus órganos administrativos y los tributos destinados para los mismos.  Aunque se trata de entidades autónomas, se encuentran sujetos a la legislación nacional y las principales leyes que los rigen desde 1985 son:
| N.º | Ley                                                | Descripción |
| --- | -------------------------------------------------- | --- |
| 1   | Constitución Política de la República de Guatemala | Tiene una regulación legal específica para los municipios en los artículos 253 al 262. |
| 2   | Ley Electoral y de Partidos Políticos              | Ley de carácter constitucional aplicable a los municipios en el tema de la conformación de sus autoridades electas. |
| 3   | Código Municipal                                   | Decreto 12-2002 del Congreso de la República de Guatemala. Tiene la categoría de ley ordinaria y contiene preceptos generales aplicables a todos los municipios, e inclusive contiene legislación referente a la creación de los municipios.             |
| 4   | Ley de Servicio Municipal                          | Decreto 1-87 del Congreso de la República de Guatemala. Regula las relaciones entra la municipalidad y los servidores públicos en materia laboral. Tiene su base constitucional en el artículo 262 de la constitución que ordena la emisión de la misma. |
| 5   | Ley General de Descentralización                   | Decreto 14-2002 del Congreso de la República de Guatemala. Regula el deber constitucional del Estado, y por ende del municipio, de promover y aplicar la descentralización y desconcentración económica y administrativa.                                |

El gobierno de los municipios está a cargo de un Concejo Municipal mientras que el código municipal —ley ordinaria que contiene disposiciones que se aplican a todos los municipios— establece que «el concejo municipal es el órgano colegiado superior de deliberación y de decisión de los asuntos municipales […] y tiene su sede en la circunscripción de la cabecera municipal»; el artículo 33 del mencionado código establece que «[le] corresponde con exclusividad al concejo municipal el ejercicio del gobierno del municipio».
El concejo municipal se integra con el alcalde, Miguel Augusto Jordán Canales,  los síndicos y concejales, electos directamente por sufragio universal y secreto para un período de cuatro años, pudiendo ser reelectos.
Existen también las Alcaldías Auxiliares, los Comités Comunitarios de Desarrollo (COCODE), el Comité Municipal del Desarrollo (COMUDE), las asociaciones culturales y las comisiones de trabajo. Los alcaldes auxiliares son elegidos por las comunidades de acuerdo a sus principios y tradiciones, y se reúnen con el alcalde municipal el primer domingo de cada mes, mientras que los Comités Comunitarios de Desarrollo y el Comité Municipal de Desarrollo organizan y facilitan la participación de las comunidades priorizando necesidades y problemas.

## Historia
Durante la época colonial la región de Izabal era selvática e inhóspita y fue poco explorada; solamente la ruta del río Motagua era utilizada para llegar a la costa Atlántica.

### Tras la Independencia de Centroamérica
La constitución del Estado de Guatemala promulgada el 11 de octubre de 1825 —y no el 11 de abril de 1836, como numerosos historiadores han reportado incorrectamente — creó los distritos y sus circuitos correspondientes para la administración de justicia según el Código de Lívingston traducido al español por José Francisco Barrundia y Cepeda; por lo inhóspito y retirado, toda la región de Izabal fue designada como un distrito dependiente de Verapaz, y como parte del circuito de Zacapa que pertenecía al Distrito N.º 4 (Chiquimula) para la impartición de justicia.  Este circuito incluía a Santa Lucía, San Pablo, Gualán, Izabal, Río Hondo, Trapiche, Estanzuela, Uzumatán y Teculután.

### Redescubrimiento de Quiriguá

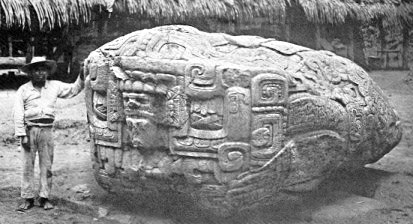
Zoomorfo B –Fotografía de Alfred Maudslay.

El primer visitante europeo en publicar un relato sobre las ruinas mayas de Quiriguá y su entorno fue el arquitecto y artista británico Frederick Catherwood, que llegó a las ruinas en 1840. El propietario anterior, con el apellido de Payés, había relatado la existencia de las ruinas a sus hijos y a Carlos Meiney, un inglés de Jamaica residente en Guatemala. El anciano Payés había fallecido recientemente y sus tierras pasaron a sus hijos. Como ninguno de los hijos Payés, ni Meiney habían visitado las ruinas, invitaron al enviado estadounidense John Lloyd Stephens y a Catherwood a unirse a ellos en su primer viaje al sitio. Stephens tenía otras obligaciones que atender, pero Catherwood acompañó los hermanos Payés a Quiriguá. Debido a condiciones climáticas adversas, solamente pudieron permanecer un corto tiempo en las ruinas, pero Catherwood logró hacer dibujos de dos de las estelas, los cuales fueron publicados con un breve relato de su visita en el libro de John Lloyd Stephens Incidents of Travel in Central America, Chiapas, and Yucatan en 1841. Quiriguá fue el primer sitio que Stephens y Catherwood podían afirmar haber descubierto. Un relato más extenso de las ruinas fue escrito por el Dr. Karl Scherzer en 1854.
El explorador y arqueólogo Alfred Maudslay visitó Quiriguá durante tres días en el año 1881; fueron las primeras ruinas precolombinas que había visto y quedó tan impresionado que se interesó en la arqueología de América Central para el resto de su vida. Pudo volver en tres ocasiones, e hizo los primeros esfuerzos para limpiar los monumentos para poder estudiarlos. Llevó a cabo un examen muy completo e hizo un registro fotográfico de todos los monumentos visibles, realizó algunas pequeñas excavaciones, hizo moldes de papel y yeso de las inscripciones jeroglíficas e hizo un registro de las principales esculturas. Estos moldes fueron enviados al Victoria and Albert Museum, y las réplicas trasladadas al Museo Británico.
En 1910, la United Fruit Company recibió Quiriguá y toda la tierra en los alrededores para la producción de plátano por intermedio de una generosa concesión otorgada por el gobierno del entonces presidente, licenciado Manuel Estrada Cabrera. La frutera reservó treinta hectáreas alrededor del centro ceremonial y las clasificó como parque arqueológico, dejando así una isla de selva entre las plantaciones. Más trabajo arqueológico fue realizado de 1910 a 1914 por Edgar Lee Hewett y Sylvanus Morley de la Escuela de Arqueología Americana en Santa Fe. Réplicas de yeso de las estelas de Quiriguá hechas con los moldes de Hewitt fueron exhibidas en la Exposición Panamá-California de 1915 en San Diego, California.

### Estación en Los Amates del Ferrocarril del Norte

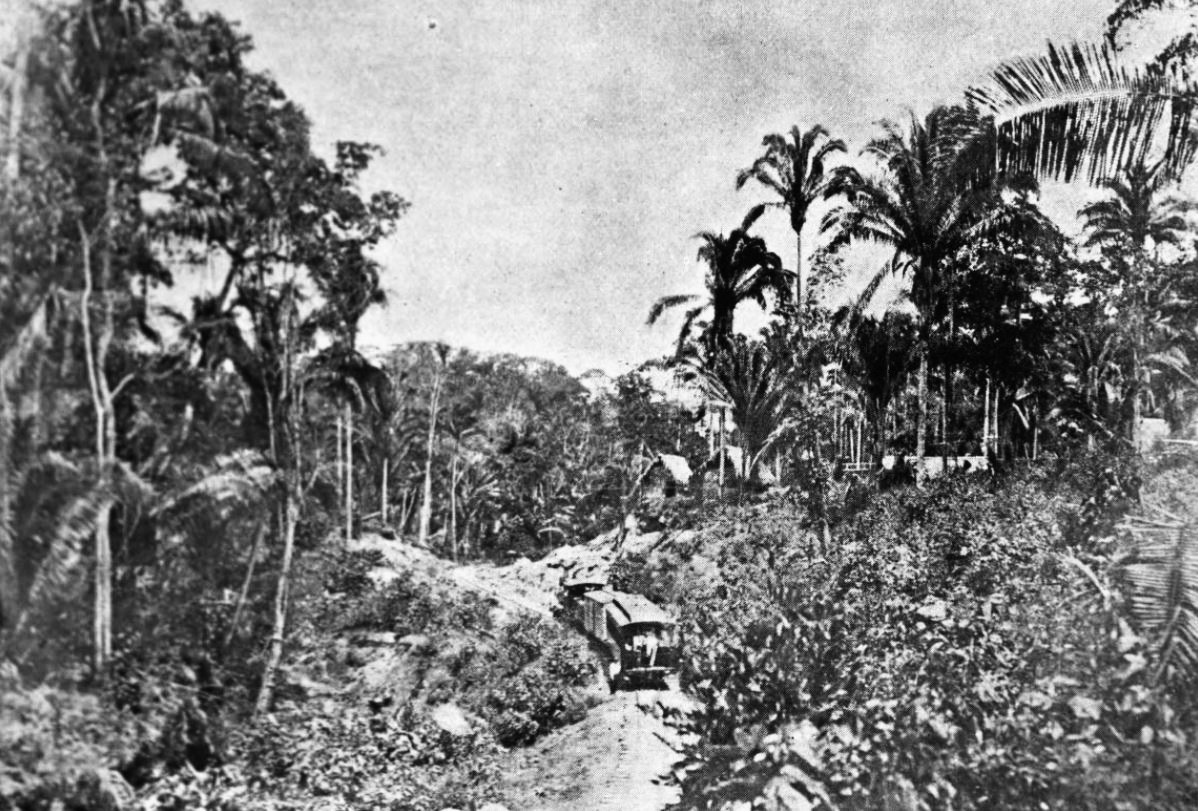
Tramo selvático del Ferrocarril del Norte a su paso por Izabal en 1896. Fotografía de La Ilustración Guatemalteca.

El 22 de noviembre de 1896 se inauguró el tramo de Zacapa a Puerto Barrios del Ferrocarril del Norte, considerado en ese momento un gran paso hacia las soluciones más urgentes de los problemas que afrontaba Guatemala.  El trazo abierto contaba con ciento y una millas, un poco más de la distancia total entre el puerto en el Atlántico y la Ciudad de Guatemala. Para entonces, el Norte de Guatemala era una región nueva, una fuente de riqueza no explorada y la construcción de la línea férrea prometía poder iniciar la explotación industrial y comercial de la región. La extensión total de la línea Puerto Barrios-Ciudad de Guatemala -por el derrotero de Panajax- era de ciento noventa y seis millas y nueve décimos, y se construyó en estas etapas: de Puerto Barrios a Tenedores, dieciocho millas; de Tenedores a Los Amates, cuarenta millas y ocho décimos; de Los Amates a Gualán, veintiuna millas un décimo; de Zacapa a El Rancho, treinta y cuatro millas; del Rancho a Panajax, treinta millas; de Panajax a la Ciudad de Guatemala, en el punto de empalme con el Ferrocarril del centro, treinta y dos millas.

### Acuerdo de creación del municipio
El municipio de Los Amates fue creado según acuerdo gubernativo el 30 de junio de 1916, mientras que su municipalidad fue creada y organizada por medio de acuerdo gubernativo del 24 de junio de 1920. La cabecera municipal fue traslada por acuerdo gubernativo del 28 de enero de 1944 a la aldea de Quiriguá, derogado dicho acuerdo el 12 de abril del mismo año, esta cabecera volvió a trasladarse al pueblo de Los Amates.[cita requerida]

### Relación con la United Fruit Company
En abril de 1920, cuando el Partido Unionista derrocó al presidente Manuel Estrada Cabrera, la United Fruit Company -quien había recibido una generosas concesión territorial de parte del derrocado presidente en Izabal- estaba en una situación difícil, enfrentando una huelga sin el recurso de que el dictador guatemalteco la reprimiera por ella, ya que éste estaba luchando por su cuenta contra los unionistas.  Nuevos núcleos sindicales surgieron en las plantaciones bananeras de Morales y Los Amates, mientras que en Puerto Barrios el sindicato llegó a agrupar a más de doscientos cincuenta miembros. Como la huelga se reforzó y los Unionistas no ayudaban a la frutera en esta situación, la UFCO apoyó un golpe de Estado del general José María Orellana en 1921, quien rápidamente reprimió a los miembros de los sindicados y retornó la tranquilidad a las operaciones bananeras de la frutera en Izabal.

### Franja Transversal del Norte
Tras la contrarrevolución de 1954, el gobierno guatemalteco creó el Consejo de Planificación Económica (CNPE) y empezó a utilizar estrategias de libre mercado, asesorado por el Banco Mundial y la Administración de Cooperación Internacional (ICA) del gobierno de los Estados Unidos.  El CNPE y la ICA creó la Dirección General de Asuntos Agrarios (DGAA) la cual se encargó de desmantelar y anular los efectos del Decreto 900 de Reforma Agragia del gobierno de Jacobo Árbenz Guzmán.  La DGAA se encargó de la faja geográfica que colindaba con el límite departamental de Petén y las fronteras de Belice, Honduras y México, y que con el tiempo se llamaría Franja Transversal del Norte (FTN).
El primer proyecto colonizador en la FTN fue el de Sebol-Chinajá, en Alta Verapaz.  Sebol, en ese entonces, era considerado como un punto estratégico y vía fluvial a través del río Cancuén, que comunicaba con Petén hasta el río Usumacinta en la frontera con México y la única carretera que existía era la de terracería que construyó el presidente Lázaro Chacón en 1928.  En 1958, durante el gobierno del general Miguel Ydígoras Fuentes el Banco Interamericano de Desarrollo (BID) financió proyectos de infraestructura en Sebol.  En 1960, el entonces capitán del Ejército de Guatemala Fernando Romeo Lucas García heredó las fincas Saquixquib y Punta de Boloncó al nororiente de Sebol, Alta Verapaz, con una extensión de 15 caballerías cada una.  En 1963 compró la finca «San Fernando» El Palmar de Sejux con una extensión de 8 caballerías, y finalmente cmpró la finca «Sepur», cercana a «San Fernando», con una extensión de 18 caballerías.  Durante estos años fue diputado en el congreso de Guatemala y cabildeó para impulsar la inversión en esa zona del país.
| «Se declara de interés público y de urgencia nacional, el establecimiento de Zonas de Desarrollo Agrario en el área comprendida, dentro de los municipios: San Ana Huista, San Antonio Huista, Nentón, Jacaltenango, San Mateo Ixtatán, y Santa Cruz Barillas en Huehuetenango; Chajul y San Miguel Uspantán en El Quiché; Cobán, Chisec, San Pedro Carchá, Lanquín, Senahú, Cahabón y Chahal, en Alta Verapaz y la totalidad del departamento de Izabal.» —Decreto 60-70, artículo 1o. |

En esos años, la importancia de la región estaba en la ganadería, la explotación de madera preciosas para exportación y la riqueza arqueológica.  Contratos madereros se dieron a empresas trasnacionales, como la Murphy Pacific Corporation de California, que invirtió 30 millones de dólares para la colonización del sur de Petén y Alta Verapaz, y formó la Compañía Impulsadora del Norte, S.A.  La colonización del área se hizo por medio de un proceso por el que se otorgaban tierras en zonas inhóspitas de la FTN a campesinos.
En 1962, la DGAA se convirtió en el Instituto Nacional de Transformación Agraria (INTA), por el decreto 1551 que creó la ley de Transformación Agraria.  En 1964, el INTA definió la geografía de la FTN como la parte norte de los departamentos de Huehuetenango, Quiché, Alta Verapaz e Izabal y ese mismo año sacerdotes de la orden Maryknoll y de la Orden del Sagrado Corazón iniciaron el primer proceso de colonización, junto con el INTA, llevando a pobladores de Huehuetenango al sector de Ixcán en Quiché.
La Franja Transversal del Norte fue creada oficialmente durante el gobierno del general Carlos Arana Osorio en 1970, mediante el Decreto 60-70 en el Congreso de la República, para el establecimiento de desarrollo agrario.

### Terremoto de 1976
El Terremoto de Guatemala de 1976 ocurrió el miércoles 4 de febrero de 1976 a las 03:01:43 hora local (09:01:43 UTC). El sismo tuvo una magnitud de 7.5 grados en la escala de Richter y se produjo a una profundidad de 5 kilómetros, cerca de la ciudad de Los Amates, sobre la falla del río Motagua; en solo unos segundos un tercio de la Ciudad de Guatemala quedó reducido a escombros y miles de edificios colapsaron; el terremoto se sintió también en Belice, El Salvador, Honduras y México, hasta donde se sintieron sus ondas telúricas en la Ciudad de México. También se registró un gran número de réplicas.  Los efectos del terremoto fueron devastadores: aproximadamente veintitrés mil personas fallecieron, setenta y seis mil resultaron heridos y hubo más de un millón de damnificados.
El terremoto se produjo durante la noche cuando la mayoría de la población se encontraba durmiendo dentro de sus casas. Esto ha contribuido al elevado número de víctimas y sucedió en plena guerra civil que abatió al país entre 1960 y 1996. El sismo también ocasionó daños al patrimonio cultural de la nación.

### Propiedades del expresidente Otto Pérez Molina
En julio de 2015 el diario guatemalteco ElPeriódico publicó un reportaje sobre las propiedades que el presidente Otto Pérez Molina posee en Los Amates, a orillas del Lago de Izabal. Por medio de sus empresas, Plantas de Exportación y Vista Servicios Electrónicos, el presidente Pérez Molina habría comprado al menos seis fincas en Boca Ancha, que fueron adjudicadas por Fontierras en un proceso aparentemente plagado de ilegalidades;  una de las propiedades compradas por el mandatario le perteneció al narcotraficante Arturo Paredes Córdova, asesinado en noviembre de 2010.

## Idioma
No existe ningún idioma nativo que predomine en la región, siendo el idioma oficial el español.

## Economía
La cabecera municipal de Los Amates se divide por la carretera al Atlántico. CA-9, en dos grandes zonas.
En dirección a la fronteras de Honduras está la zona bananera, región de mayor productividad agrícola, en la que además se produce café. Al otro lado de la carretera, en dirección al Lago de Izabal, la zona es principalmente ganadera, siendo el principal destino de cultivo agrícola la piña.

### Producción agrícola
Está establecida en las partes altas de la Montaña del Merendón y las Sierra de las Minas y los productos que se cultivan son: Café, Frijol, Maíz, en las partes bajas del río Motagua se cultiva
Banano, Ocra, Plátano, Arroz, Café, y en las riveras del lago de Izabal, sus cultivos son el Hule, y Palma Africana.
| Tipo de producto    | Listado |
| ------------------- | --- |
| De exportación      | Banano, siguiendo en importancia el café, la piña, el arroz, el frijol, el chile jalapeño, el hule, el maíz, y el plátano.                                                   |
| Otros cultivos      | Jocote, ccra, , marañón, chiltepe, mango, coco, manzana rosa, sunzo, anona, aguacate, paterna, naranja, limón, zapote, lima, caimito, nance, y tubérculos como la yuca.      |
| Plantas medicinales | Tardello, hierba de cáncer (Acalipha arvensin), tres puntas, apazote (Teloxis ambrosidides), Frijolillo, hierba del toro, hoja del aire, escubillo, curarina y zarzaparilla. |

### Producción Pecuaria
La producción ganadera es también de importancia en este municipio. Se cría ganado bovino (80% de la producción pecuaria), equino, porcino, y mular. También existen crianzas de aves de corral.
Como fincas ganaderas se tienen a : La Alsacia, Santa Bárbara, San Francisco, Colindantes, Minas de Jubuco, Vega Grande, Beatriz, La Caribeña, Marina, y El Rancho.
En este municipio las actividades agrícolas y ganaderas se combinan en las fincas de Guapinol y los Pajaritos.

### Producción Industrial
El MAGA a través de su informe productivo 2,000 indica la siguiente actividad industrial en Los Amates. Madera, Arroz, Banano.

### Producción Forestal
Por sus zonas de vida húmeda, Los Amates cuenta con variedad de maderas duras: Marillo, Laurel, Tamarindo, Cedro, Chicozapote, Carboncillo Rosal, Pino, San Juan,
Santa María y Ceiba.

### Producción Artesanal
Esta se encuentra en la aldea La Palmilla, en donde se encuentra ubicado un centro artesanal de producción de artículos de barro.

### Actividad Comercial
Al encontrarse la cabecera municipal ubicada entre el río Motagua y la carretera CA-9, kilómetro 200 solía tener mucha actividad comercial. Por la construcción de la nueva carretera de El Estor a Río Dulce, esta actividad ha mermado pues los habitantes de El Estor, ya no hacen uso del embarcadero de Mariscos, para llegar a ese municipio.
Sin embargo se puede observar abundantes comercios como: tiendas, abarrotería, carnicerías , panaderías, cafeterías, Centro comerciales, ferreterías, farmacias, ventas de materiales de construcción, librerías, estudios fotográficos, almacenes de ropa femenina, fábrica del block.

## Flora y Fauna
Entre las áreas protegidas en el municipio de los Amates está las Sierras de las Minas y la montaña del Merendón donde existen una gran variedad de aves, animales, y muchas áreas boscosas .
Los árboles que predominan en el municipio de los Amates son: cedro, pino, ciprés, amate, sauce, caoba, matilinguate, aguacate, mango , limón. Debido a la deforestación Los Amates ha perdido gran riqueza de bosques, debido a los avances de la frontera agrícola y al uso de la ganadería tradicional ya que los habitantes han utilizado estos espacios de tierras para sembrar frijol, maíz y algunos para criar ganado.
Entre las especies de animales están: bovinos, porcinos, aves, las especies que podemos mencionar en la actualidad son: Iguanas, Tepezcuintle, Cotusas, Ardillas, Garzon, Zopilote, Gavilán, Zumbadora, Masacuata, Barbamarilla, Lagartija, Rana, Bejuquillo, Chinchicuas, Pizotes, Sanates.

## Turismo

### Fiestas Titulares
La fiesta titular se celebra del 30 de abril al 4 de mayo. El día 3 día de la Santa Cruz se organizan eventos culturales, religiosos, deportivos, exposiciones ganaderas, jaripeos.

### Sitio Arqueológico Quiriguá

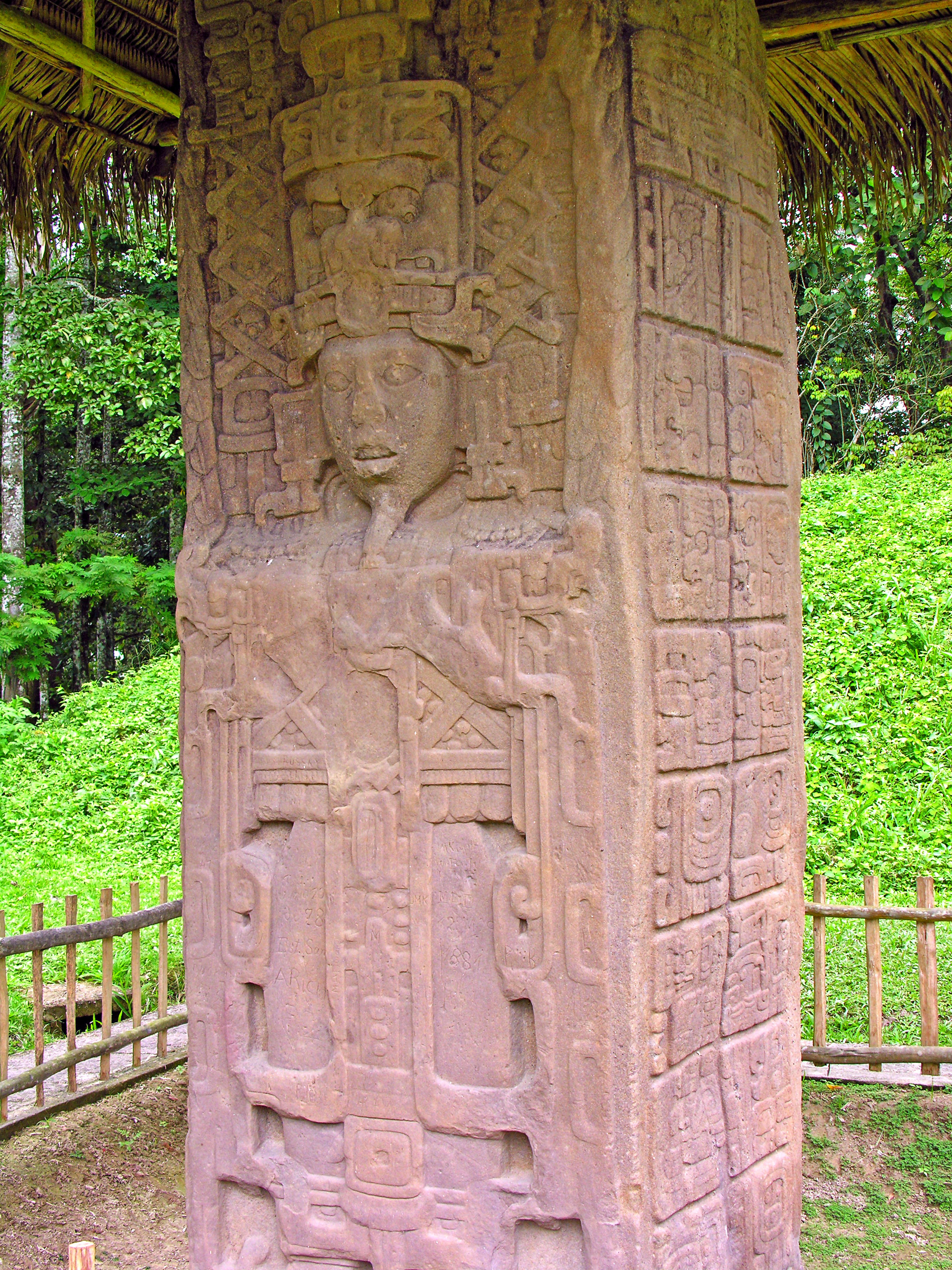
Estela maya del sitio arqueológico de Quiriguá.

Quiriguá es considerado el sitio arqueológico restaurado más antiguo. Tiene una planicie de cerca de 10 kilómetros de ancho, a las riberas del Motagua, y una altura de 75 metros sobre el nivel del mar y a una latitud de 15°16′10″ y longitud de -89°02'25".  La mayor parte de los monumentos se ubican en un área boscosa que comprende una extensión de 70 hectáreas se cree, por la similitud de arquitectura y cerámica, que Copán colonizó a Quiriguá y que fue ocupada por agricultores.
Este sitio fue descubierto gracias a las excavaciones realizadas cuando los propietarios, los hermanos Payés decidieron dividir su propiedad para construir una empresa agrícola cerca de 1,840.
Dentro de las múltiples estructuras arqueológicas, destacan la Estela E, la cual es la columna de piedra más grande que se conoce hasta el momento, esculpida en el año 771 A.J., y cuya altura alcanza los 10 metros con 67 centímetros.

### Lago de Izabal

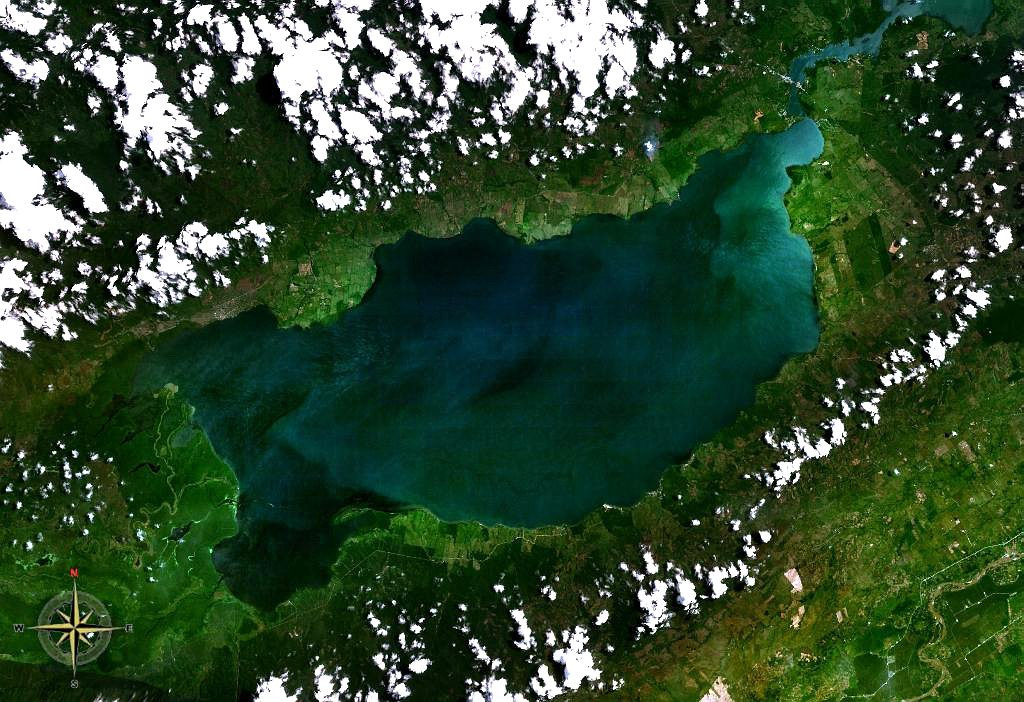
Lago de Izabal. Fotografía de la NASA.

El Lago de Izabal es el lago más grande de la República de Guatemala, y el municipio de Los Amates goza de más de 30 kilómetros de sus playas, localizándose allí importantes balnearios.

### Áreas Protegidas
Áreas Protegidas NorOriente
por CONAP— Última modificación 14-09-2006 15:12 Áreas Protegidas NorOriente: Montaña Espíritu Santo, 
Sierra Caral, Sierra Santa cruz, Montañas del Mico, Río Dulce, Bocas del Polochic, Río Sarstún, Montaña Chiclera, Sierra del Merendón.